# Aristàgores de Cime
Aristàgores de Cumes (en llatí Aristagoras en grec antic Αρισταγόρας "Aristagóras") fou tirà de Cime, ciutat de l'Eòlida. Era fill d'Heraclides.
Va ser un dels caps jonis que el rei Darios I el Gran va deixar com a guarnició a un dels ponts del Danubi. A la Revolta Jònica l'any 500 aC, per un estratagema, va ser fet presoner i entregat als seus conciutadans que només el van destituir i el van deixar lliure, segons diu Heròdot.